# Paloma Picasso

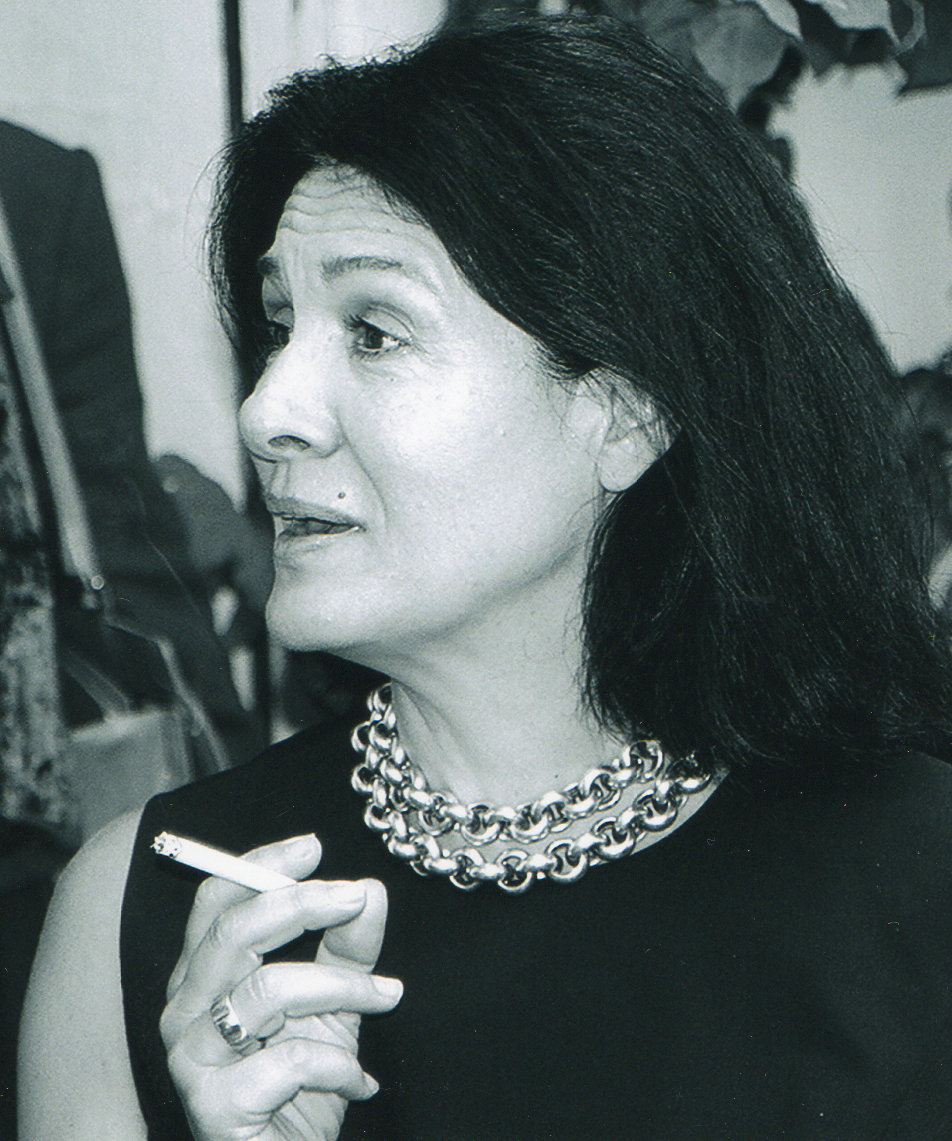
Paloma Picasso

Anne Paloma Ruiz-Picasso y Gilot (Parijs, 19 april 1949), beter bekend als Paloma Picasso, is een Frans-Spaanse modeontwerpster en zakenvrouw. Ze is vooral bekend door haar sieradencollecties voor Tiffany & Co. en het naar haar genoemd parfum, dat ze tevens zelf ontworpen heeft. Paloma is de dochter van de Franse kunstschilderes Françoise Gilot en de 20e-eeuwse Spaanse schilder Pablo Picasso. In zijn schilderijen komt ze veelvuldig voor, onder meer in Paloma with an Orange en Paloma in Blue.
- Bibsys: 10077603
- Biblioteca Nacional de España: XX1302883
- Bibliothèque nationale de France: cb13192608h (data)
- Gemeinsame Normdatei: 11949762X
- International Standard Name Identifier: 0000 0001 2277 9375
- Library of Congress Control Number: n99021839
- Nationale Bibliotheek van Tsjechië: xx0239020
- Nationale Bibliotheek van Polen: a0000003669080
- Réseau des bibliothèques de Suisse occidentale: 02-A011709942
- RKD-Nederlands Instituut voor Kunstgeschiedenis: 321317
- SNAC: w6pg2jt0
- Système universitaire de documentation: 099255863
- Union List of Artist Names: 500224283
- Virtual International Authority File: 30348131
- WorldCat: E39PBJj8W73FVBQjDXCBqgPRKd